# Spillredskap

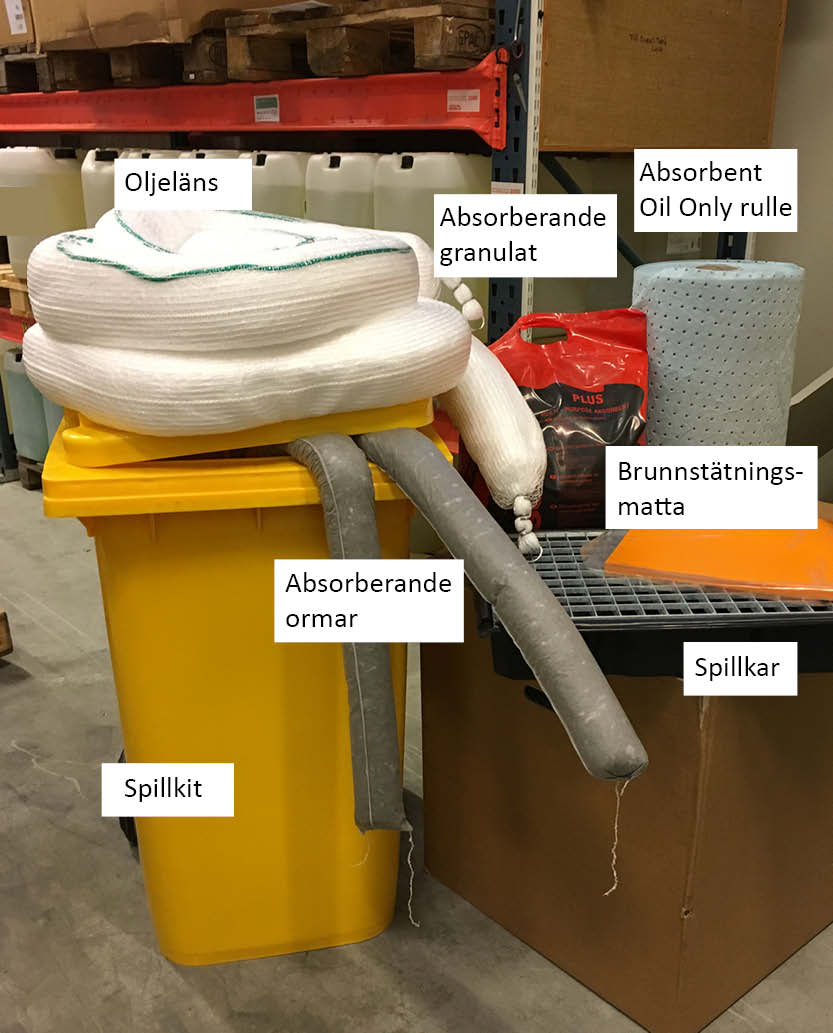
Exempel på spillredskap.

Spillredskap är ett sammanfattande begrepp över  miljötekniska verktyg för att samla upp och begränsa olje- och kemikaliespill vid kemikalieolyckor, samt droppande och stänk vid industriell produktion. De är i allmänhet förpackade i olika former av stationära lösningar, såsom boxar och vägghängda skåp, eller portabla väskor man medför i till exempel fordon som transporterar farliga ämnen. Tillsammans med skyddskläder innehåller de utvalda produkter, beroende på riskmönster och placering. 
Exempel på Spillredskap:
- Absorbenter är polypropylenbaserade eller diatomitbaserade material som suger åt sig olja och andra kemikalier. Sorbenterna tillverkas i form av ark, rullar, ormar och kuddar eller granulat. De används runt maskinfundament och vid olyckstillbud då en vätska spillts ut. Polypropensorbenterna är mycket effektiva och suger åt sig flera gånger sin egen vikt, på grund av en adsorptionsprocess där vätskemolekylerna transporteras på sorbentens fiber istället för i den. Andra exempel på sorbenter är länsor, långsmala ormar man placerar i vattendrag, till exempel hamnbassänger vid oljespill. Länsan, vilken är monovalent,[förtydliga] suger då åt sig oljan men inte vattnet. När den är mättad kan man sedan helt enkelt lyfta oljan ur vattnet. Använda absorbenter skickas för destruering.

- Granulat är kalciumbaserade, kattsandsliknande material man häller ut vid spill. Granulatet suger åt sig vätskan och sopas sedan ihop. Produkten finns i olika kornstorlekar och används vid till exempel tankbilsolyckor, då räddningstjänst snabbt måste få kontroll på stora mängder utspilld vätska.

- Förvarings- och Invallningsprodukter som fat och behållare placeras ovanpå. Exempel på detta är tråg med tillhörande galler där utspilld vätska samlas upp istället för att hamna på golv eller mark. Vätskan kan sedan avlägsnas eller återvinnas på ett säkert och enkelt sätt.

Vid det kustnära saneringsarbetet efter Oljeutsläppet i Mexikanska golfen 2010, användes spillredskap för att lyfta olja ur vattendrag.